# Javier Rojo Gómez, Sinaloa
Javier Rojo Gómez är en ort i Mexiko.   Den ligger i kommunen Guasave och delstaten Sinaloa, i den västra delen av landet, 1 200 km nordväst om huvudstaden Mexico City. Javier Rojo Gómez ligger 17 meter över havet och antalet invånare är 1 429.
Terrängen runt Javier Rojo Gómez är mycket platt. Runt Javier Rojo Gómez är det ganska tätbefolkat, med 100 invånare per kvadratkilometer. Närmaste större samhälle är Guasave, 12,1 km nordväst om Javier Rojo Gómez. Trakten runt Javier Rojo Gómez består till största delen av jordbruksmark.